# Kukuru
Kukuru (gestyleerd als KUKURU) is een podcast- en lifestylebedrijf opgericht door Giel Beelen. De podcast richt zich op een zelfontwikkeling en spiritualiteit. Kukuru verkoopt daarnaast online cursussen en voedingssupplementen.
Kukuru kwam op 11 januari 2022 in opspraak door een waarschuwing van de NVWA voor het voedingssupplement Shambala. Het product is vervolgens uit de handel gehaald in afwachting van een protest van de verkoper.